# 潘當島
潘當島是印度尼西亞的島嶼，位於蘇門答臘島對開的馬六甲海峽，距離薩拉赫納馬島10公里，長0.5公里、寬0.25公里，最高點海拔高度64米，該島附近的海域被珊瑚礁圍繞。
3°25′49″N 99°45′18″E / 3.430369°N 99.754932°E